# Музей картин (Умео)
Музей картин (швед. Bildmuseet) — музей современного искусства в городе Умео на севере Швеции. В 2013 году его посетило 81 267 человек.

## История
Музей был основан в 1981 году университетом Умео. Его экспозиция содержит образцы шведского и международного современного искусства, визуальной культуры, дизайна и архитектуры.. В сочетании с программой выставок он также организует лекции, показы, концерты, спектакли и мастер-классы.
Весной 2012 года музей переехал в новое помещение в кампусе искусств. Новый музей картин располагается в семиэтажном здании (построено фирмой Henning Larsen Architects) и был открыт для посетителей 19 мая 2012 года.
Внешние границы здания покрыты беспорядочно расположенными окнами. Здание оформлено в белом цвете с окнами, выходящими на реку Уре.

## Награды
В ноябре 2013 года музей был номинирован на премию 2014 года от Совета музеев Европы, в марте 2014 года — на звание одного из трёх европейских Музеев года.